# Handsksjön, Ångermanland
Handsksjön är en sjö i Örnsköldsviks kommun i Ångermanland och ingår i Gideälvens huvudavrinningsområde. Sjön har en area på 0,0839 kvadratkilometer och ligger 349,9 meter över havet.

## Delavrinningsområde
Handsksjön ingår i det delavrinningsområde (707512-161089) som SMHI kallar för Mynnar i Krokstasjön. Medelhöjden är 404 meter över havet och ytan är 3,24 kvadratkilometer. Det finns ett avrinningsområde uppströms, och räknas det in blir den ackumulerade arean 5,76 kvadratkilometer. Vattendraget som avvattnar avrinningsområdet har biflödesordning 3, vilket innebär att vattnet flödar genom totalt 3 vattendrag innan det når havet efter 91 kilometer. Avrinningsområdet består mestadels av skog (87 procent). Avrinningsområdet har 0,08 kvadratkilometer vattenytor vilket ger det en sjöprocent på 2,6 procent.